# Saint-Barthélemy-de-Séchilienne
Saint-Barthélemy-de-Séchilienne – miejscowość i gmina we Francji, w regionie Owernia-Rodan-Alpy, w departamencie Isère.
Według danych na rok 1990 gminę zamieszkiwało 635 osób, a gęstość zaludnienia wynosiła 52 osób/km² (wśród 2880 gmin regionu Rodan-Alpy Saint-Barthélemy-de-Séchilienne plasuje się na 1034. miejscu pod względem liczby ludności, natomiast pod względem powierzchni na miejscu 963.).